# Schwingungen
Schwingungen – drugi album studyjny niemieckiego zespołu krautrockowego Ash Ra Tempel, wydany w 1972 roku nakładem wytwórni fonograficznej Ohr.

## Lista utworów
Opracowano na podstawie materiału źródłowego.
Słowa i muzyka Ash Ra Tempel.
Wydanie LP:
Strona A - "Light and Darkness":
| Nr | Tytuł utworu                 | Długość |
| -- | ---------------------------- | ------- |
| 1. | „Light: Look at Your Sun”    | 6:34    |
| 2. | „Darkness: Flowers Must Die” | 12:22   |
|    |                              | 18:56   |

Strona B - "Schwingungen":
| Nr | Tytuł utworu    | Długość |
| -- | --------------- | ------- |
| 1. | „Suche & Liebe” | 19:23   |
|    |                 | 19:23   |

## Twórcy
Opracowano na podstawie materiału źródłowego.
Muzycy:
- Hartmut Enke – gitara, gitara basowa, elektronika
- Manuel Göttsching – gitara, instrumenty klawiszowe, elektronika, chór
- Wolfgang Müller – perkusja, wibrafon

Dodatkowi muzycy:
- John L. – śpiew, drumla, instrumenty perkusyjne
- Matthias Wehler – saksofon altowy
- Uli Popp – bongosy

Produkcja:
- Rolf-Ulrich Kaiser - produkcja muzyczna
- Dieter Dierks - inżynieria dźwięku
- Bernd Bendig – oprawa graficzna
- Jürgen 'Panzer' Dorrmann, Reinhard Kolms – fotografie